# Leif Forsberg (1932–2008)
Leif Holger Forsberg, född 6 oktober 1932 i Lundby församling i Göteborg, död 27 maj 2008 i Backa församling i Göteborg, var en svensk fotbollsspelare (centerhalv), främst känd för sina många säsonger i Göteborgsklubben Gais.

## Biografi
Forsberg började sin fotbollskarriär för Hisingsklubben BK Häcken, där han tog plats i A-laget bara 13 år gammal. Efter avslutad militärtjänst återupptog han fotbollskarriären i Gais säsongen 1952/1953. Säsongen därpå var han med om att ta SM-guld med laget, och 1956/1957 vann laget bronset. När Gais 1959 åkte ur allsvenskan värvades han till IFK Trollhättan, men 1961 återvände han till Gais. 1964 utsågs han till årets hedersmakrill.
Forsberg gjorde sammanlagt 236 seriematcher för Gais och gjorde 28 mål för klubben innan han slutade 1966. Han var även aktiv i klubbens ishockeylag, Gais HK. Han spelade en fotbollslandskamp, mot Danmark 1958. Utanför fotbollen arbetade han som lagerarbetare på Hasselblad och Metalock.
Forsberg är gravsatt i minneslunden på Fridhems kyrkogård i Göteborg.

## Statistik
| Säsong                | Klubb           | SM (GM) |
| --------------------- | --------------- | ------- |
| Allsvenskan 1952/1953 | Gais            | 4 (2)   |
| Allsvenskan 1953/1954 | Gais            | 22 (5)  |
| Allsvenskan 1954/1955 | Gais            | 22 (7)  |
| Allsvenskan 1955/1956 | Gais            | 18 (5)  |
| Allsvenskan 1956/1957 | Gais            | 22 (5)  |
| Allsvenskan 1957/1958 | Gais            | 33 (0)  |
| Allsvenskan 1959      | Gais            | 11 (0)  |
| 1960                  | IFK Trollhättan | ? (?)   |
| Division II 1961      | Gais            | 11 (2)  |
| Division II 1962      | Gais            | 21 (4)  |
| Division II 1963      | Gais            | 22 (0)  |
| Allsvenskan 1964      | Gais            | 22 (0)  |
| Division II 1965      | Gais            | 22 (0)  |
| Allsvenskan 1966      | Gais            | 6 (0)   |